# Водиці (Айдовщина)
Водиці (словен. Vodice) — невелике розсіяне поселення в горах на схід від Цолу в общині Айдовщина. Висота над рівнем моря: 927,7 метрів.